# Shamshir Shikargar
Der Shamshir Shikargar ist ein Säbel aus Persien.

## Beschreibung
Der Shamshir Shikargar (pers. „Jägerschwert“) hat eine gebogene, einschneidige Klinge. Die Klinge wird vom Heft zum Ort schmaler. Der Ort ist spitz gearbeitet. Das Heft ist wie das Heft des Talwar gearbeitet. Der Knauf ist scheibenförmig. Die Scheiden bestehen in der Regel aus Holz, das mit Leder oder Stoffen bezogen ist. Das Klingenmaterial reichte von einfachem Stahl bis zum feinsten Wootz-Stahl, den es zur damaligen Zeit gab. Der Shamshir Shikargar wurde hauptsächlich in Persien und Indien hergestellt. Der Unterschied zum üblichen Shamshir ist, dass der Shamshir Shikargar nur zur Jagd benutzt wurde und dass auf dessen Klinge Jagdszenen eingraviert sind.